# Reichsbrücke
Reichsbrücke (hrv.: Carski most) glavni je most preko Dunava u Beču, koji povezuje Mexikoplatz u Leopoldstadtu s Donauinselom u Donaustadtu. Most prelazi 50 000 vozila dnevno i ima šest prometnih traka,  tračnice U-Bahna, dvije pješačke staze, dvije biciklističke staze i dva servisna tunela.

## Povijest
Prvi izgrađeni most na mjestu današnjeg Reichsbrückea sagrađen je 1872. – 1876. pod imenom Kronprinz-Rudolph-Brücke (hrv.: Most prijestolonasljednika Rudolfa), prije radova na reguliranju toka Dunava u Beču. Željezni nosač mosta izgrađen od željeznih greda premošćivao je korito rijeke, a pomoćni lučni mostovi protezali su se s obje strane preko poplavnih ravnica. Most je formalno otvoren 21. kolovoza 1876., a ime je promijenjeno u Reichsbrücke 1919. nakon što je Austrija postala republika.
Kao mjera za smanjenje razine nezaposlenosti 1930-ih, planiran je novi viseći most koji bi zamijenio stari Reichsbrücke. Tehničke planove za novi most izradili su arhitekti Siegfried Theiß i Hans Jaksch, a umjetnički nadzor povjeren je Clemensu Holzmeisteru. Stupovi starog mosta produženi su nizvodno i konstrukcija je pomaknuta za 26 m za manje od sedam sati. Novi most se tako mogao graditi na trasi starog mosta bez dugotrajnih zastoja u prometu. Ovaj viseći most, izgrađen između 1934. i 1937. godine, imao je četiri prometne trake, dvije tramvajske linije i pješačke staze s obje strane. Prošireni su i pomoćni mostovi preko poplavnih ravnica. Novi most su 10. listopada 1937. otvorili kardinal Innitzer i austrijski predsjednik Wilhelm Miklas.
Tijekom Drugog svjetskog rata Reichsbrücke je bio jedini od bečkih mostova preko Dunava koji nije pretrpio ozbiljna oštećenja. Sovjetske trupe koje su napadale grad stigle su na vrijeme kako bi spriječile uništenje mosta kojeg je Wehrmacht minirao tjekom povlačenja, stoga je most kratko vrijeme nakon rata preimenovan u Brücke der Roten Armee (hrv.: Most Crvene armije). Most je prošao proces obnove između 1948. i 1952. godine. Godine 1948. bio je mjestom snimanja filma Treći čovjek.

### Urušavanje Reichsbrückea
Dana 1. kolovoza 1976., nešto prije 05:00 sati, most se urušio pri čemu je jedna osoba poginula. Utvrđeno je da je glavni razlog urušavanja strukturni nedostatak na nosačima, koji nije uočen tijekom inspekcije zbog masivnog granitnog plašta koji ih je okruživao. Prilikom urušavanja uništen je jedan kamion i oštećeno nekoliko brodova. Vozač praznog gradskog autobusa uspio se spasiti, a njegov je autobus sačuvan i nastavio se koristiti do 1989. godine; sada se nalazi u bečkom prometnom muzeju Remise. Brodski promet je preusmjeren preko Donaukanala. Hitno su izgrađena dva pomoćna mosta za cestovni i tramvajski promet i bila su u funkciji četiri godine.

### Suvremeni most
Za projekt novog mosta raspisan je međunarodni natječaj na kojem je pobijedio arhitekt Johann Nestroy. Gradnja je započela 1978., a most je službeno otvorio 8. studenoga 1980. gradski vijećnik Heinz Nittel s novim imenom Johann-Nestroy-Brücke, no taj se naziv nije uvriježio.
Mreža bečke podzemne željeznice prvi je put izgrađena preko Reichsbrückea 3. rujna 1982. nakon opsežnog testiranja.
Godine 2003. izvršena je rekonstrukcija oboda mosta s rasvjetom, te su proširene pješačke i biciklističke staze. Istodobno je povećana širina prometnih traka smanjenjem širine središnjeg pojasa i uklanjanjem uskih nogostupa za hitne slučajeve.
Njemački putnički brod udario je 2004. u jedan stup Reichsbrückea, pri čemu je nekoliko ljudi teško ozlijeđeno. Most je u nesreći ostao neoštećen.
U subotu 9. srpnja 2005. proslavljena je 25. obljetnica izgradnje Reichsbrückea, a obnova je završena. Asfalt je tretiran posebnim slojem za prigušivanje buke, a izgrađena su i tri nova noćna autobusna stajališta.
Na mostu se nalazi stanica Donauinsel bečke podzemne željeznice.